# Mikroregion Cachoeira do Sul

Mikroregion Cachoeira do Sul

Mikroregion Cachoeira do Sul – mikroregion w brazylijskim stanie Rio Grande do Sul należący do mezoregionu Centro Oriental Rio-Grandense. Ma powierzchnię 7.724,2 km²

## Gminy
- Cachoeira do Sul
- Cerro Branco
- Novo Cabrais
- Pantano Grande
- Paraíso do Sul
- Passo do Sobrado
- Rio Pardo